# Harry Vandermeulen
Harry J.C.G. Vandermeulen, (Bree, 27 november 1928 – Hasselt, 26 november 2022) was gouverneur van de Belgische provincie Limburg, een functie die hij vervulde van 1978 tot 1995. Hij volgde in dit ambt Louis Roppe op en werd opgevolgd door Hilde Houben-Bertrand.

## Biografie
Vandermeulen studeerde rechten en economie aan de KU Leuven. Hij begon zijn loopbaan in de privésector in Antwerpen en Hasselt en vervulde vervolgens enkele mandaten in openbare instellingen. In 1978 volgde hij Louis Roppe op als gouverneur van de Belgische provincie Limburg.

### Gouverneurschap
Tijdens zijn gouverneurschap werd Vandermeulen geconfronteerd met de politieke moeilijkheden in de Voerstreek en met de problematiek van de sluiting van de steenkoolnijverheid. Hij leverde aanhoudende inspanningen voor een nieuwe economische ontwikkeling en tewerkstelling in de provincie. Dit mondde onder meer uit in het tot stand brengen van een Toekomstcontract voor Limburg, een samenwerkingsverband van de provincie Limburg met Europese, Belgische en Vlaamse instanties.
In de Limburgse reconversie speelde gouverneur Vandermeulen een rol als voorzitter van de financieringsmaatschappij Alinvest. Hij was ook een voortrekker in de samenwerking met de provincie Nederlands Limburg en de Euregio Maas-Rijn, teneinde grensoverschrijdende projecten te realiseren met Europese fondsen.
Tijdens zijn bestuur vond de bekabeling van de provincie Limburg plaats door Interelectra en de uitbouw van Lisec, het labo voor bosbouw en milieuproblemen. Van beide activiteiten nam hij het voorzitterschap op.
Het nieuwe provinciehuis in Hasselt werd gerealiseerd, waarin alle provinciale diensten werden gecentraliseerd.
In de laatste jaren van zijn mandaat vond onder zijn leiding de organisatie van de rampenbestrijding en de hervorming van de politie plaats.
Door de Vlaamse Regering werd hij belast met de oprichting en uitbouw van de Vlaamse Waterzuiveringsmaatschappij.
Hij was ook voorzitter van de bestuurscommissie Alden Biesen en van de commissie voor de restauratie van dit kasteel en domein.

### Andere activiteiten
Behalve het gouverneurschap vervulde hij de volgende taken:
- 1964–1967: voorzitter van het Wit-Gele Kruis in Limburg
- 1967–1978: voorzitter van de Christelijke Mutualiteit in Limburg en van aanverwante organisaties;  lid van de Raad van Bestuur van de Landsbond Christelijke Mutualiteit.
- 1968–1974: voorzitter van de CVP-Limburg en lid van het CVP-Hoofdbestuur.
- 1969–1983: Lid van de Raad van Beheer en het Directiecomité van de NMBS.
- 1974–1980: voorzitter van het Limburgs Universitair Centrum en betrokken bij de oprichting van de Economische Hogeschool Limburg
- 1977–1987 voorzitter van het Dokter Willemsinstituut.

### Overlijden
Vandermeulen overleed een dag voor zijn 94e verjaardag.

## Publicaties
Heel wat publicaties van Vandermeulen waren de neerslag van studies uitgevoerd in functie van zijn jaarlijkse openingsrede voor de provincieraad van Limburg.
- Natuur in de ruimtelijke ordening: de economie in Limburg, Hasselt, 1978.
- Een nieuwe solidariteit voor een nieuwe toekomst: de economie in Limburg, Hasselt, 1979
- Het onderwijs als welzijnsfactor en overzicht van de economische toestand, Hasselt, 1980
- Het onderwijs als welzijnsfactor en overzicht van de economische toestand, Hasselt, 1980
- Een kijk op de werking van de O.C.M.W.'s in Limburg (1977-1981) en overzicht van de economische toestand, Hasselt, 1981
- Beroepsopleiding: bijscholing en permanente vorming; de economie in Limburg, Hasselt, 1982
- Woonprojecten voor bejaarden in de provincie Limburg; evaluatie van het huidige beleid, Faculteit geneeskunde, Departement maatschappelijke gezondheidszorg, 1983
- Jongeren en toekomst. Economie en tewerkstelling in Limburg, Hasselt, 1983
- 150 jaar Provinciaal beleid : een terugblik op de belangrijkste beleidsopties van 150 jaar Provinciebestuur van Limburg, Hasselt, 1986
- Lokale besturen als hefboom van welvaarts- en welzijnsbevordering; De economische toestand in Limburg, Hasselt, 1988
- Gezondheidszorg in Limburg, Hasselt, 1989
- De wereld in - Limburg - in de wereld, Hasselt, 1991
- Het cultuurbeleid in Limburg; De economische toestand in Limburg, Hasselt, 1992
- Het Albertkanaal en de economische ontwikkeling in Limburg, in: De dynamiek van een haven, liber amicorum aangeboden bij het emeritaat van Prof. Fernand Ridder Suykens, 1993.
- Ruimte voor sociale integratie van personen met een handicap, Hasselt, 1993
- Een terugblik op Limburg, Hasselt, 1995